# Бутан на Светском првенству у атлетици у дворани 2012.
Бутан је учествовао на Светском првенству у атлетици у дворани 2012. одржаном у Истанбулу од 9. до 11. марта. Ово је његово друго учешће на светским првенствима. Бутан је пријавио двоје такмичара (1 мушкарац и 1 жена), који су се налазили у стартним листама али нису стартовали у трци на 60 метара.

## Учесници
| Мушкарци: - Chencho Gyeltshen — 60 м | Жене: - Wangchuk Tashi Eden — 60 м |  |

## Резултати

### Мушкарци
| Атлетичар         | Дисциплина | Лични рекорд | Квалификација  | Квалификација  | Полуфинале           | Полуфинале           | Финале               | Финале               | Детаљи |
| Атлетичар         | Дисциплина | Лични рекорд | Резултат       | Место          | Резултат             | Место                | Резултат             | Место                | Детаљи |
| ----------------- | ---------- | ------------ | -------------- | -------------- | -------------------- | -------------------- | -------------------- | -------------------- | ------ |
| Chencho Gyeltshen | 60 м       |              | Није стартовао | Није стартовао | Није се квалификовао | Није се квалификовао | Није се квалификовао | Није се квалификовао |        |

### Жене
| Атлетичарка         | Дисциплина | Лични рекорд | Квалификација   | Квалификација   | Полуфинале            | Полуфинале            | Финале                | Финале                | Детаљи |
| Атлетичарка         | Дисциплина | Лични рекорд | Резултат        | Место           | Резултат              | Место                 | Резултат              | Место                 | Детаљи |
| ------------------- | ---------- | ------------ | --------------- | --------------- | --------------------- | --------------------- | --------------------- | --------------------- | ------ |
| Wangchuk Tashi Eden | 60 м       |              | Није стартовала | Није стартовала | Није се квалификовала | Није се квалификовала | Није се квалификовала | Није се квалификовала |        |